# نبی روبین
روبین النبی (عربی: النبی روبین به معنای واقعی کلمه «پیامبر روبین» یا «پیامبر روبن») یک روستای فلسطینی بود که در ۲۸ کیلومتری شمال شرقی عکا قرار داشت. دانش آموزان نبی روبین در روستای نزدیک تربیخا به مدرسه می‌رفتند.

## تاریخ

### دوران عثمانی
در سال ۱۸۸۱، بررسی پی‌ای‌اف در غرب فلسطین، نبی روبین را چنین توصیف کرد: دهکده‌ای کوچک در اطراف مقبره نبی، که حدود نود مسلمان در آن ساکن‌اند، بر بالای یک قله برجسته قرار دارد و با درخت‌های زیتون فراوانی احاطه شده‌است. چند درخت انجیر و زمین زراعی، دو آب انبار و یک آب انبار در نزدیک روستا وجود دارد.

### حکومت بریتانیا
در آمار سال ۱۹۴۵، جمعیت تربیخا، سروح و نبی روبین مجموعاً ۱۰۰۰ مسلمان بر اساس بررسی رسمی زمین و جمعیت بود، که همه ساکنان مسلمان بودند، و در مجموع ۱۸۵۶۳ دونوم زمین داشتند. ۶۱۹ دونم مزارع و زمین قابل آبیاری بود، ۳۲۰۴ دونم برای غلات استفاده می‌شد، و ۱۱۲ دونم زمین ساخته شده (شهری) بود.

### دوره اسرائیلی

سربازان ارتش اسرائیل در طول عملیات حیرام

این روستا در نتیجه حمله هاگانا در عملیات حیرام در طول جنگ اعراب و اسرائیل در سال ۱۹۴۸ به تصرف نیروهای اسرائیلی درآمد و بیشتر آن به استثنای حرم نبی روبین، تخریب شد. ساکنان نبی روبین طی دو موج به لبنان اخراج شدند، افراد مسن و ناتوان آخرین نفراتی بودند که ارتش اسرائیل آنها را با کامیون به مرز لبنان رساند.

زیارتگاهی که گمان می‌رود به پیامبر روبین تقدیم شده باشد تنها بنای اصلی است که در زمین‌های روستای سابق باقی مانده‌است.

## کتابشناسی - فهرست کتب
- Conder, C.R.; Kitchener, H.H. (1881). The Survey of Western Palestine: Memoirs of the Topography, Orography, Hydrography, and Archaeology. Vol. 1. London: Committee of the Palestine Exploration Fund.
- Department of Statistics (1945). Village Statistics, April, 1945. Government of Palestine.
- Hadawi, S. (1970). Village Statistics of 1945: A Classification of Land and Area ownership in Palestine. Palestine Liberation Organization Research Center. Archived from the original on 2018-12-08. Retrieved 2009-11-13.
- Khalidi, W. (1992). All That Remains: The Palestinian Villages Occupied and Depopulated by Israel in 1948. Washington D.C.: Institute for Palestine Studies. ISBN 0-88728-224-5.
- Morris, B. (2004). The Birth of the Palestinian Refugee Problem Revisited. Cambridge University Press. ISBN 978-0-521-00967-6.
- Palmer, E.H. (1881). The Survey of Western Palestine: Arabic and English Name Lists Collected During the Survey by Lieutenants Conder and Kitchener, R. E. Transliterated and Explained by E.H. Palmer. Committee of the Palestine Exploration Fund.